# Matthew Etherington
Matthew Etherington (* 14. August 1981 in Truro, Cornwall) ist ein ehemaliger englischer Fußballspieler, der den Großteil seiner Karriere in der Premier League für Tottenham Hotspur, West Ham United und Stoke City spielte.

## Sportlicher Werdegang
Etherington begann 1996 seine Laufbahn bei dem Verein Peterborough United und kam bereits in der Saison 1996/97 zu einem Einsatz in der drittklassigen Second Division. Nach zwei weiteren Spielen in der folgenden Saison, gelang ihm der Durchbruch in der Spielzeit 1998/99 bei dem mittlerweile viertklassigen Verein mit insgesamt 29 Einsätzen und drei Toren.
Im Jahre 1999 nahm er an der Junioren-Fußballweltmeisterschaft in Nigeria für die englische U-20-Nationalmannschaft teil und spielte dort an der Seite von Stuart Taylor, Ashley Cole, Peter Crouch und Andy Johnson. Nachdem der Mannschaft jedoch in drei Spielen nicht ein einziges Tor gelungen war, schied England schon nach der Vorrunde als Tabellenletzter aus dem Turnier aus.
Im Januar 2000 wechselte er gemeinsam mit Simon Davies für 700.000 britische Pfund zu Tottenham Hotspur in die Premier League. Dort konnte er sich lange Zeit nicht durchsetzen und wurde im Jahre 2001 zwischen Oktober und Dezember an Bradford City ausgeliehen, wo er zu 13 Spielen – und einem Tor – kam.
Nachdem er in der folgenden Spielzeit bei Tottenham Hotspur etwas häufiger zum Zuge gekommen war, ging er dennoch zur Saison 2002/03 in die zweite Liga zu West Ham United. In einem Tauschgeschäft wechselte Frédéric Kanouté dabei von West Ham nach Tottenham, wobei der Erstligist noch weitere 3,5 Millionen Pfund Ablöse zahlte. Etherington absolvierte die letzte Saison in der First Division und die erste Spielzeit in der dann Football League Championship genannten zweithöchsten englischen Liga. Schon in der ersten Saison eroberte er sich in seinem neuen Verein einen Stammplatz und wurde auf Anhieb vereinsintern zum besten Spieler gewählt. Am Ende der Spielzeit 2003/04 schoss er ein Tor während des 2:0-Rückspielsiegs gegen Ipswich Town und half so seiner Mannschaft ins Ausscheidungsendspiel einzuziehen. Dort unterlag er zwar mit 0:1 gegen Crystal Palace, konnte aber bereits im folgenden Jahr 2005 den Aufstieg nachholen. Im Finale bereitete er per Flanke das Tor von Bobby Zamora vor, das West Ham Uniteds Rückkehr in die Erstklassigkeit sicherstellte. Vor Beginn der Fußball-WM 2006 in Deutschland empfahl ihn sein Vereinstrainer Alan Pardew für die englische Nationalmannschaft, um die dort vermutete Schwäche auf der linken Mittelfeldposition zu beheben. Der damalige englische Trainer Sven-Göran Eriksson verzichtete jedoch auf Etherington und berief stattdessen den linksfüßigen Stewart Downing in den Kader.
Auch nach dem Aufstieg blieb Etherington weiter zumeist Stammspieler in der Mannschaft. Am 8. Januar 2009 wechselte er dann für circa zwei Millionen Pfund bei Stoke City einen neuen Vertrag, der ihn bis zum Ablauf der Saison 2011/12 bindet.

## Trainerkarriere
2018 kehrte Etherington zu Peterborough United zurück und übernahm zunächst das U18-Team des Klubs. 2021 wurde er Co-Trainer von Darren Ferguson bei der Profimannschaft des Klubs, nach dessen Entlassung betreute er das Team im Februar 2022 bei einer 1:2-Auswärtsniederlage gegen den späteren Meister FC Fulham. Im Sommer 2022 übernahm er die Leitung der U21-Mannschaft von Peterborough mit Simon Davies als Co-Trainer. Ende November 2022 wurde er als neuer Cheftrainer des Viertligisten Crawley Town vorgestellt und nahm Davies als Assistent mit zum Klub. Nach nur 32 Tagen im Amt verließen Etherington und Davies Crawley bereits Ende Dezember wieder, bis dahin hatte Etherington den Klub bei einem Sieg und zwei Niederlagen betreut. Von Vereinsseite wurde über die Trennung in gegenseitigem Einvernehmen verlautbart: „diese Partnerschaft passt nicht, um den Klub vorwärts zu bringen und die Ziele zu erreichen.“
Im Sommer 2023 wurde er Trainer der U21 von Colchester United. Nach der Entlassung von Ben Garner übernahm Etherington im Oktober 2023 zunächst interimistisch dessen Position als Cheftrainer des Profiteams. Nachdem er das Team bei einem 3:2-Sieg über Grimsby Town erstmals bei einer Partie betreut hatte, meldete Crawley Town an, dass Etherington sich immer noch bei ihnen unter Vertrag befinden würde. In der Folge wurde Etherington für eine Partie von seinem Interimsposten abgezogen, bereits eine Woche später nach einer Prüfung durch Colchester wieder eingesetzt. Mitte November 2023 wurde Etherington schließlich fest als Cheftrainer des Viertligisten installiert. Seine Entlassung erfolgte bereits am 1. Januar 2024, aus den vorangegangenen neun Partien wurden acht verloren.